# Neolophonotus hilaryae
Neolophonotus hilaryae là một loài ruồi trong họ Asilidae. Neolophonotus hilaryae được Londt miêu tả năm 1988. Loài này phân bố ở vùng nhiệt đới châu Phi.